# Żataj
Żataj (ros. Жатай) – osiedle typu miejskiego w rosyjskiej Jakucji.
Położony jest na lewym brzegu Leny, 15 km biegiem rzeki od Jakucka.
Historia miasta rozpoczyna się w latach dwudziestych. W 1929 w okolicach miasta rozpoczęto budowę kołchozu. W 1936 zbudowano bazę paliw.
Osiedle utworzono 28 kwietnia 1948 z polecenia Naczelnego Prezydium Rosyjskiej FSRR. 
W 1998 przeprowadzono wybory lokalne w wyniku których 21 stycznia 1999 utworzono pierwszą w republice Sacha radę miejską. W 2004 uzyskał status gminy miejskiej.

## Gospodarka
Podstawowymi pracodawcami i największymi zakładami jest Żatajska Stocznia Remontowa i Jakucka Baza Paliw.

## Klimat
Miasto położone jest w strefie klimatu kontynentalnego, cechującego się dużymi rocznymi amplitudami temperatur. Zanotowane temperatury wahają się pomiędzy -64,4°С zimą +38,3°С latem.